# Arenshausen
Arenshausen is een gemeente in de Duitse deelstaat Thüringen, en maakt deel uit van de Landkreis Eichsfeld.
Arenshausen telt 990 inwoners.